# DB Cargo

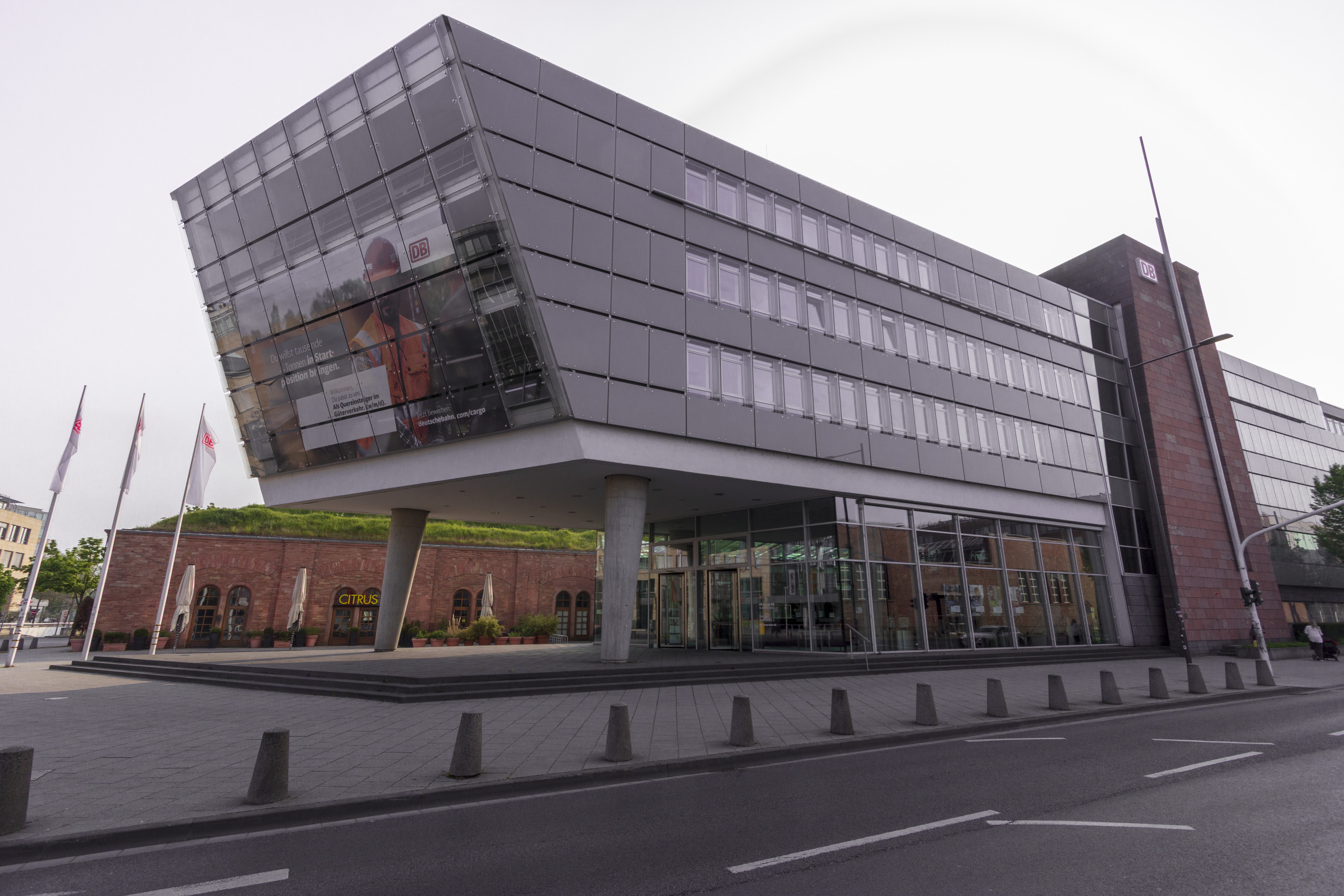
Zentrale von DB Cargo in Mainz (2020)

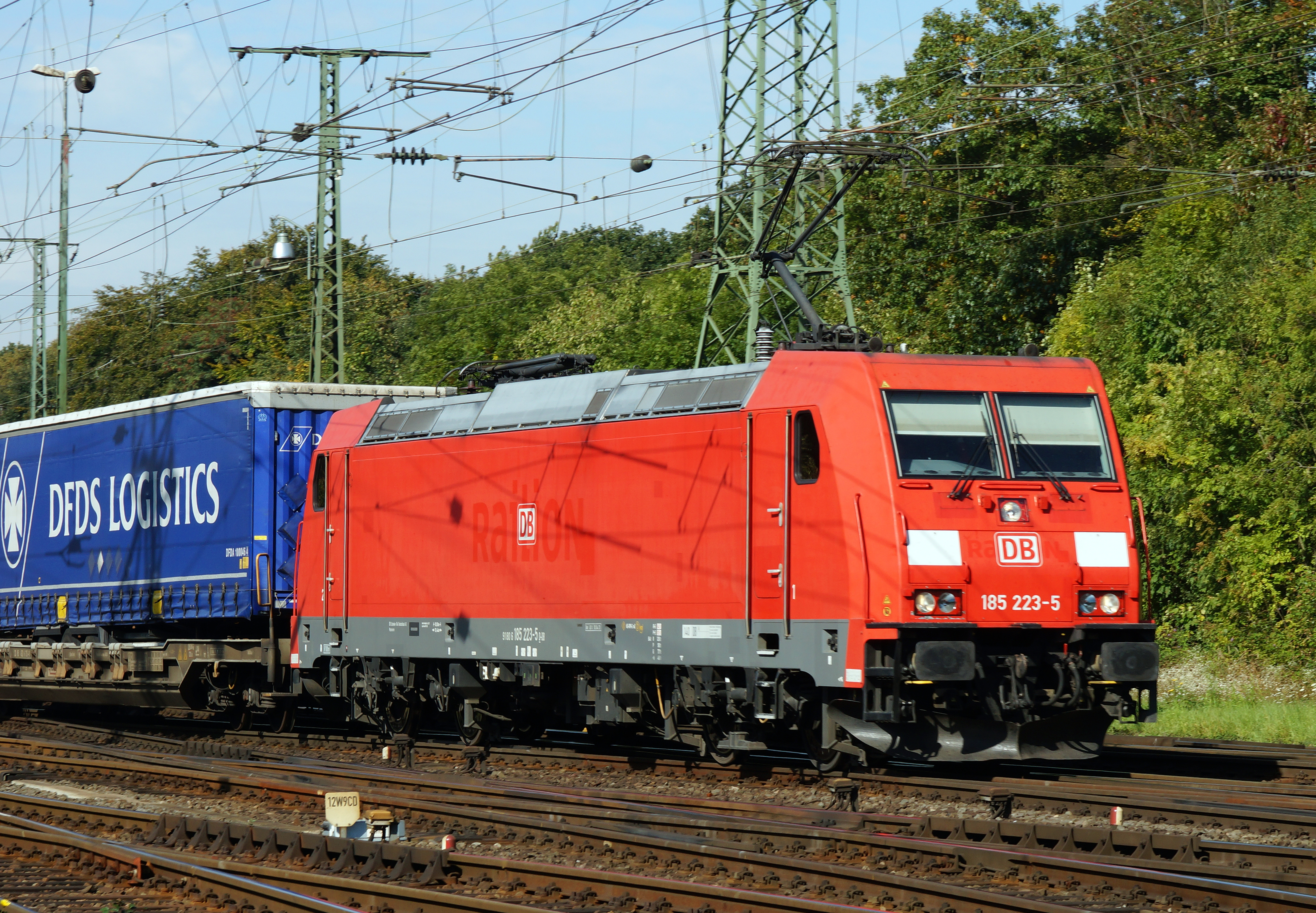
Lokomotive der DB Cargo in der Nähe des Rangierbahnhofs Gremberg (2015)

DB Cargo (zwischenzeitlich auch Railion oder DB Schenker Rail genannt) ist ein internationales Transport- und Logistikunternehmen mit Satzungssitz in Mainz und einem weiteren Verwaltungssitz in Frankfurt am Main. Die Unternehmensgründung geht auf die zweite Stufe der in den 1990er Jahren beschlossenen Bahnreform in Deutschland zurück. Heute bündelt DB Cargo alle nationalen und internationalen Aktivitäten der Deutschen Bahn im Schienengüterverkehr.
Zu den Leistungen des Unternehmens zählen sowohl der Ganzzug- als auch der Einzelwagenverkehr. Gemessen an der Zahl der gefahrenen Kilometer ist DB Cargo führend in Deutschland und Europa, obwohl die Transportleistung seit Jahren rückläufig ist.

## Geschichte

### Anfänge in der Bahnreform
Ende der 1990er Jahre wurde das operative Geschäft der beiden deutschen Staatsbahnen (Deutsche Bundesbahn und Deutsche Reichsbahn) in fünf rechtlich selbstständige Aktiengesellschaften verlagert. Diese Maßnahme war Teil der zweiten Stufe der Bahnreform. Vor diesem Hintergrund rief man 1997 zunächst eine Vorläufergesellschaft ins Leben, die eine Umwandlung des öffentlich-rechtlich organisierten Schienengüterverkehrs in ein privatwirtschaftlich geführtes Unternehmen erleichtern sollte, bevor man zum 1. Januar 1999 schließlich die DB Cargo AG gründete. Ihre Zentrale wurde in Mainz errichtet.

### Europäische Expansion
DB Cargo war zunächst rein auf deutsche Aktivitäten ausgerichtet. Die Konzernmutter Deutsche Bahn wollte Milliarden in ihre Tochtergesellschaft investieren, um die Position im Markt für Transport und Logistik zu verbessern. Da sich der Wettbewerb mit anderen europäischen Anbietern zusehends verschärfte, kündigten die Deutsche Bahn (DB) und die Niederländische Staatsbahn (Nederlandse Spoorwegen, NS) im Jahr 1998 die Zusammenlegung ihrer Schienengüterverkehre an.
DB Cargo und NS Cargo erzielten gemeinsam einen Umsatz von rund 6,9 Milliarden Deutsche Mark und hatten 50.000 Mitarbeiter. Es handelte sich um die erste grenzüberschreitende Bahnfusion, an der die Deutsche Bahn mit 94 % weiterhin eine Mehrheit hielt. Für das neue Unternehmen wurde eine Finanzholding errichtet, die zum 1. Januar 2000 unter dem Namen Railion ihren Geschäftsbetrieb aufnahm.

### Internationalisierung

Historisches Railion-Logo mit Zusatz für DB Logistics

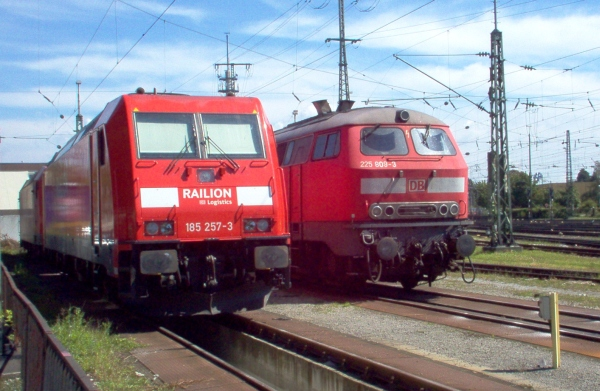
Lokomotiven (noch mit Railion-Logo) in Singen (Hohentwiel) (2007)

Railion legte den Grundstein für die Errichtung eines führenden europäischen Transport- und Logistikunternehmens, das von Beginn an offen für weitere Partner war. Während die Europäische Kommission und das Europäische Parlament die Konkurrenz der Anbieter fördern wollte, setzten diese auf Kooperationen. 2001 brachte die Dänische Staatsbahn (Danske Statsbaner, DSB) als dritter Partner ihren Schienengüterverkehr in das Joint Venture ein und erhielt dafür rund 2 % an Railion, wodurch der Anteil der Deutschen Bahn auf 92 % sank.
Die Zusammenarbeit von DB, NS und DSB war ein wesentlicher Teil der langfristigen Strategie der Deutschen Bahn zur Expansion im europäischen Ausland. Diese erstreckte sich nicht nur auf Staatsbahnen, sondern auch den Erwerb privater Konkurrenten, etwa in Italien (2004), der Schweiz (2007) und Polen (2009). Dazu kamen zahlreiche kleinere Akquisitionen, beispielsweise die Transport- und Logistikaktivitäten des RAG-Konzerns. Dort, wo wie in Schweden eine Übernahme verwehrt blieb, setzte man auf Kooperationen. Ende der 2000er Jahre konnte Railion so nicht nur Verbindungen von Norden nach Süden anbieten, sondern auch die Achse von Westen nach Osten zuverlässig bedienen.
Ungeachtet dessen belastete der harte Wettbewerb die wirtschaftliche Entwicklung des Unternehmens. Die Deutsche Bahn reagierte mit einem Sparkurs, was die Situation bei Railion zunächst verbesserte. 2010 galt die Krise des Schienengüterverkehrs zunächst als weitgehend gelöst.

### Verzahnung von Schiene und Straße
2003 übertrug die Deutsche Bahn ihren Anteil an Railion auf Stinnes (später DB Mobility Logistics). Nach der erfolgten Übernahme des bis dato börsennotierten Logistikers Stinnes einschließlich der Spedition Schenker wurden die Zuständigkeiten im DB-Konzern neu geordnet. In der Folge entwickelten sich DB Cargo, NS Cargo und andere Railion-Unternehmen zu reinen Transporteuren, während Stinnes und Schenker zentrale Aufgaben im Schienengüterverkehr wie den Vertrieb übernahmen. Durch die Bündelung sämtlicher Transport- und Logistikgeschäfte wollte die Deutsche Bahn auch im Güterverkehr wachsen. Der Außenauftritt wurde entsprechend angepasst, sodass DB Cargo fortan als Railion Deutschland firmierte.
Der Konzern strebte generell eine bessere Abdeckung der gesamten Transportkette über alle Verkehrsmittel und Verkehrswege an. In den folgenden Jahren führte dies jedoch vor allem zu einer Verlagerung des Güterverkehrs von der Schiene auf die Straße. Dadurch entstand das Bedürfnis, speziell den Transport über Schienen und Straßen besser zu verknüpfen, nicht zuletzt durch weitere Zukäufe. 2009 gab die Deutsche Bahn die Marke Railion auf und fasste ihren gesamten Schienengüterverkehr unter dem Namen DB Schenker Rail zusammen. An der Organisationsstruktur änderte sich zunächst nichts. In den Medien wurde über einen Börsengang der neu formierten Sparte DB Schenker spekuliert.

### Sanierung des Unternehmens
In den 2010er Jahren brach das Geschäft von DB Schenker Rail signifikant ein. Ein wesentlicher Grund hierfür war die Abkühlung der Konjunktur nach der globalen Wirtschafts- und Finanzkrise. Das Unternehmen reagierte hierauf zunächst mit einer flexibleren Preisstruktur. Die Kombination ganzer Züge für Großkunden mit Buchungen einzelner Wagen sollte perspektivisch zu einem festen Fahrplan führen, der die Auslastung steigern würde. Außerdem war die Schließung von Güterbahnhöfen zur Reduzierung der Fixkosten im Gespräch, ebenso wie ein Abbau von Stellen.
Bei den Gewerkschaften stießen die Maßnahmen auf harsche Kritik. Sie forderten einen sofortigen Stopp des Sparkurses. Mitunter war sogar von Missmanagement die Rede. Nach mehrmonatigen Verhandlungen einigten sich der DB-Konzern und der Betriebsrat schließlich im Jahr 2017 auf ein Sanierungsprogramm für DB Cargo, das auf pauschale Stellenstreichungen verzichtete. Stattdessen war ein schrittweiser Abbau von Arbeitsplätzen über den Zeitraum mehrerer Jahre vorgesehen. Insgesamt sollte der Güterverkehr aber wachsen.
Die Konzentration des Unternehmens auf das Kerngeschäft im Schienengüterverkehr führte zu einer erneuten Umfirmierung im Jahr 2016 in DB Cargo AG. Seitdem tragen die wichtigsten nationalen und internationalen Tochtergesellschaften wieder diesen Namen. DB Cargo und DB Schenker sind nun gleichberechtigte Schwestergesellschaften innerhalb des Systemverbunds Bahn.

### Aktuellere Entwicklungen
Medien berichteten, in den 2000er und 2010er Jahren habe sich die Flotte von DB Cargo nahezu halbiert. Die verbleibenden Lokomotiven wurden zunehmend durch Multisystem-Modelle ersetzt, die auch für den internationalen Betrieb einsetzbar sind. Der Waggonbestand wurde mit Flüsterbremsen ausgerüstet, um das Rollgeräusch von Güterzügen zu halbieren. Zudem setzte man auf neue Telematik und Sensorik, um die Wettbewerbsfähigkeit zu verbessern. DB Cargo beteiligte sich beispielsweise am Forschungsprojekt „Innovativer Güterwagen“ des Bundesministerium für Verkehr und digitale Infrastruktur (2016–2019). Generell wurden die Wagen von DB Cargo in den letzten Jahren zwar älter, aber auch zunehmend größer, sodass sie mehr Ware fassen können.
Da ein Großteil der Fracht nach wie vor auf der Straße transportiert wird, kam DB Cargo zuletzt mehr Aufmerksamkeit zu, weil der Schienengüterverkehr entscheidend für das Erreichen der Klimaziele ist. Vor diesem Hintergrund strebt die deutsche Bundesregierung auf Grundlage der Einschätzung von Experten eine Verlagerung von Millionen Lkw-Fahrten an, die in den letzten Jahren kaum vorangekommen war. Hierfür soll nicht zuletzt die Produktivität der Lokführer schrittweise optimiert werden. Die aktuellen Veränderungen bei DB Cargo sind Teil der 2019 vorgestellten Strategie zur Stärkung der Deutschen Bahn in ihrer Gesamtheit.
Der weltweite Ausbruch der Corona-Pandemie erschwerte die grenzüberschreitende Logistik aufgrund von Beschränkungen im Personen- und Warenverkehr. Als Reaktion darauf schuf DB Cargo zusätzliche Kapazitäten, um insbesondere den Transport von Lebensmitteln und Hygieneprodukten zu gewährleisten. Sondertransporte wie der „Pasta-Express“ aus Italien wurden öffentlich thematisiert.
Die EU-Kommission verhängte im April 2021 eine Geldbuße von 48,3 Millionen Euro gegen die Deutsche Bahn wegen wiederholter Kartellbildung im Güterverkehr. Die Bahn hatte sich bei Kundenanfragen im grenzüberschreitenden Güterverkehr mit der ÖBB und der SNCB abgestimmt.
Im ersten Halbjahr 2023 erwirtschaftete das Unternehmen einen Verlust von fast 200 Millionen Euro.

## Organisationsstruktur

### Geschäftszweck
Als Dachgesellschaft des Unternehmens fungiert die DB Cargo AG, eine Aktiengesellschaft nach deutschem Recht. Ihr Gegenstand erstreckt sich auf Eisenbahn- und Straßenverkehrsleistungen zur Beförderung von Gütern aller Art sowie die Beschaffung und den Betrieb von stationären und mobilen Beförderungsmitteln wie Lokomotiven, Triebwagen, Waggons und anderen Behältnissen. Auch verwandte Dienstleistungen sind in der Satzung vorgesehen. Die Gesellschaft ist zu allen Aktivitäten berechtigt, die dem bezeichneten Geschäftszweck unmittelbar oder mittelbar dienlich erscheinen. Dies schließt die Gründung und Führung sowie den Erwerb dritter Unternehmen ein.

### Eigentümer
Die Deutsche Bahn AG hat mit Übertragung der Aktiva und Passiva ihres ehemaligen Geschäftsbereichs Ladungsverkehr im Wege der Ausgliederung durch Neugründung sämtliche Aktien der Gesellschaft übernommen, ist also einzige Aktionärin der DB Cargo AG. Es besteht ein Beherrschungs- und Gewinnabführungsvertrag zwischen Mutter- und Tochtergesellschaft. Die DB Cargo AG wird im Konzernabschluss der Deutschen Bahn konsolidiert. Die Deutsche Bahn AG wiederum befindet sich zu 100 % im Eigentum der Bundesrepublik Deutschland.

### Management

#### Vorstand
Der Vorstand der DB Cargo AG besteht aus mindestens zwei Personen, von denen eine für personelle und soziale Angelegenheiten der Arbeitnehmer zuständig ist (Arbeitsdirektor). Im Übrigen bestimmt der Aufsichtsrat über die Zahl der Mitglieder des Vorstands und dessen Zusammensetzung. Derzeit besteht das Gremium aus Sigrid Evelyn Nikutta (Vorsitzende des Vorstands), Michael Fritz (Personal), Ralf Günter Kloß (Kombinierter Verkehr), Martina Niemann (Finanzen und Controlling) und Pierre Timmermans (Bahnlogistik). Der Frauenanteil liegt über dem Durchschnitt anderer deutscher Unternehmen.

#### Aufsichtsrat
Der Aufsichtsrat der DB Cargo AG besteht aus 20 Personen. Er ist paritätisch mit Vertretern der Aktionäre und der Arbeitnehmer besetzt, die nach den Vorschriften des Aktien- beziehungsweise des Mitbestimmungsgesetzes gewählt werden. Derzeit gehören 6 Frauen und 14 Männer dem Gremium an. Den Vorsitz hat Richard Lutz inne, seit 2017 Vorstandsvorsitzender der Deutschen Bahn. Er wird von Martin Burkert vertreten, Mitglied des Vorstands der Eisenbahn- und Verkehrsgewerkschaft (EVG). Mit Claus Weselsky, Bundesvorsitzender der Gewerkschaft Deutscher Lokomotivführer (GDL), sind die beiden führenden deutschen Gewerkschaften im Aufsichtsrat vertreten.

### Gesellschaften
DB Cargo gliedert sein Geschäft in drei Regionen für Deutschland und Zentraleuropa sowie West- und Osteuropa. Die deutsche DB Cargo AG übernimmt hierbei sowohl operative Leistungen des Schienengüterverkehrs in Deutschland als auch zentrale Funktionen wie Produktion, Vertrieb, Finanzen und Personal für die gesamte Unternehmensgruppe DB Cargo.
2010 beteiligte sich die Deutsche Bahn mit ihrer Tochtergesellschaft DB Schenker Rail (heute DB Cargo) und anderen Bahnen an der europäischen Xrail-Allianz. Ihr Ziel war und ist es bis heute, den Einzelwagenverkehr, also Güterzüge mit Waggons verschiedener Kunden, im Vergleich zum Lkw konkurrenzfähig zu machen. Außerdem soll Xrail für mehr Kundenfreundlichkeit, Effizienz und Pünktlichkeit im grenzüberschreitenden Verkehr sorgen, etwa durch das gemeinsame Buchungssystem Xrail Capacity Booking (XCB).

#### Schienengüterverkehr

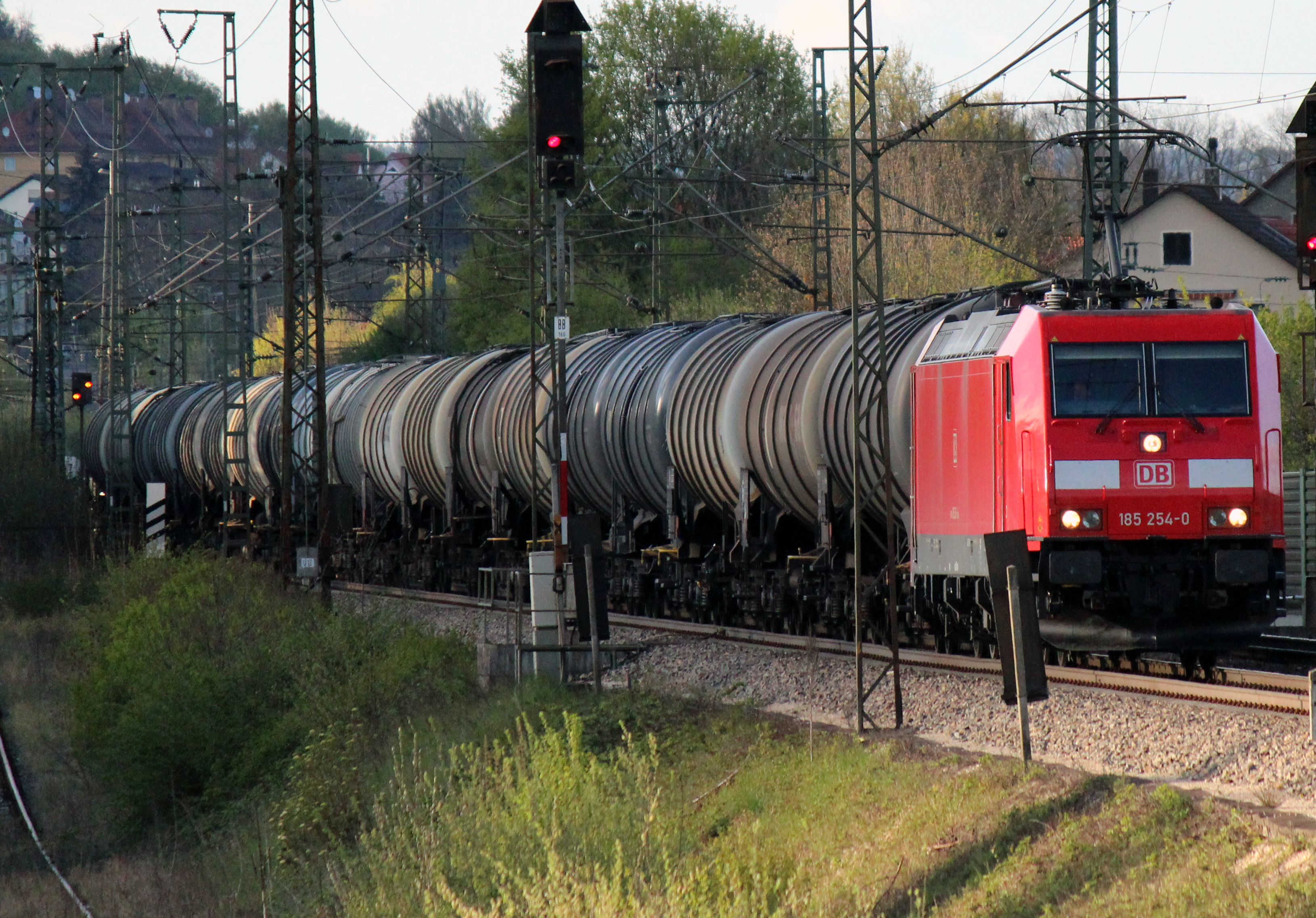
Kesselwagen-Zug von DB Cargo bei Treuchtlingen (2014)

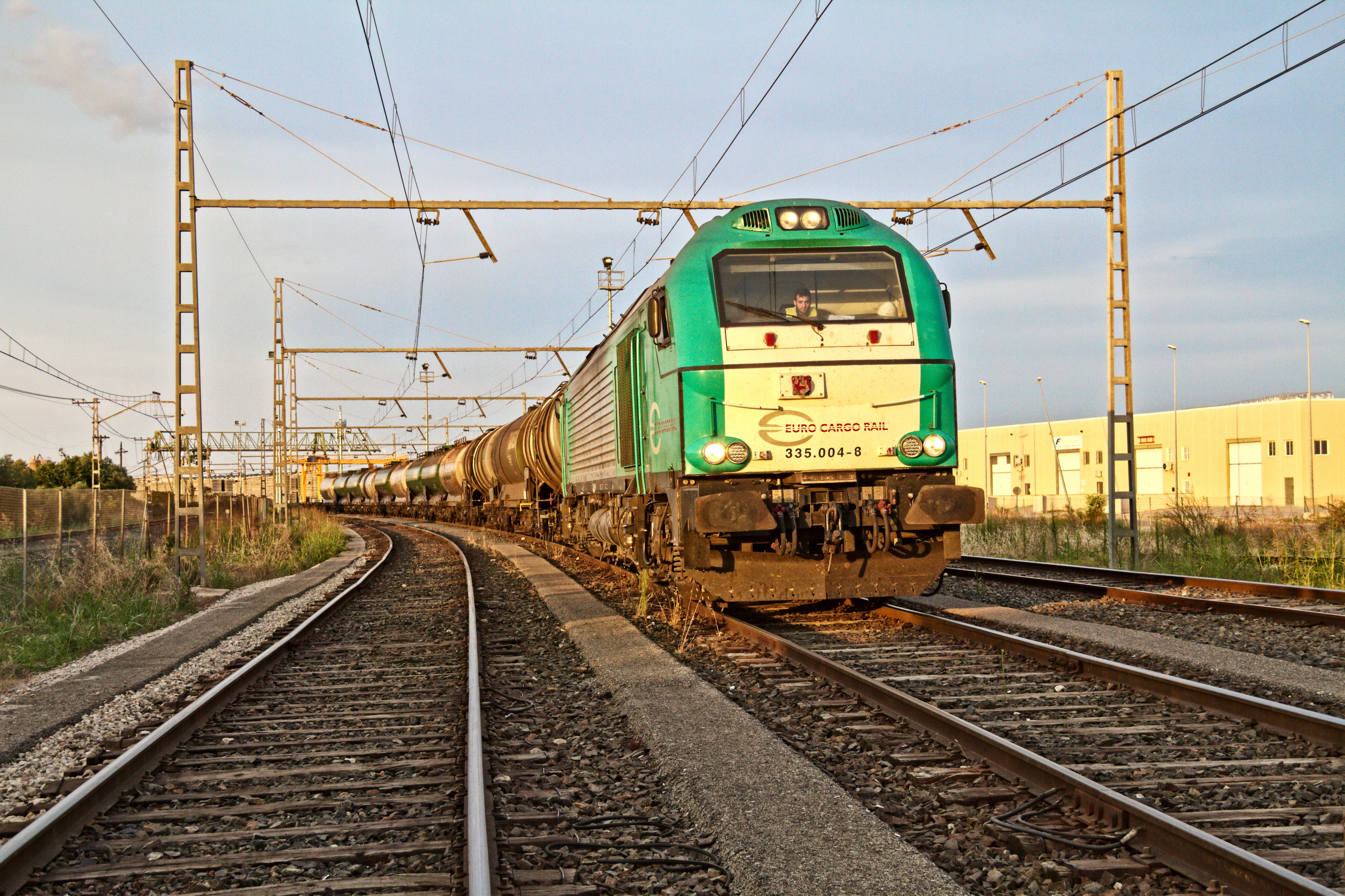
Zug der Euro Cargo Rail in Constantí (2014)

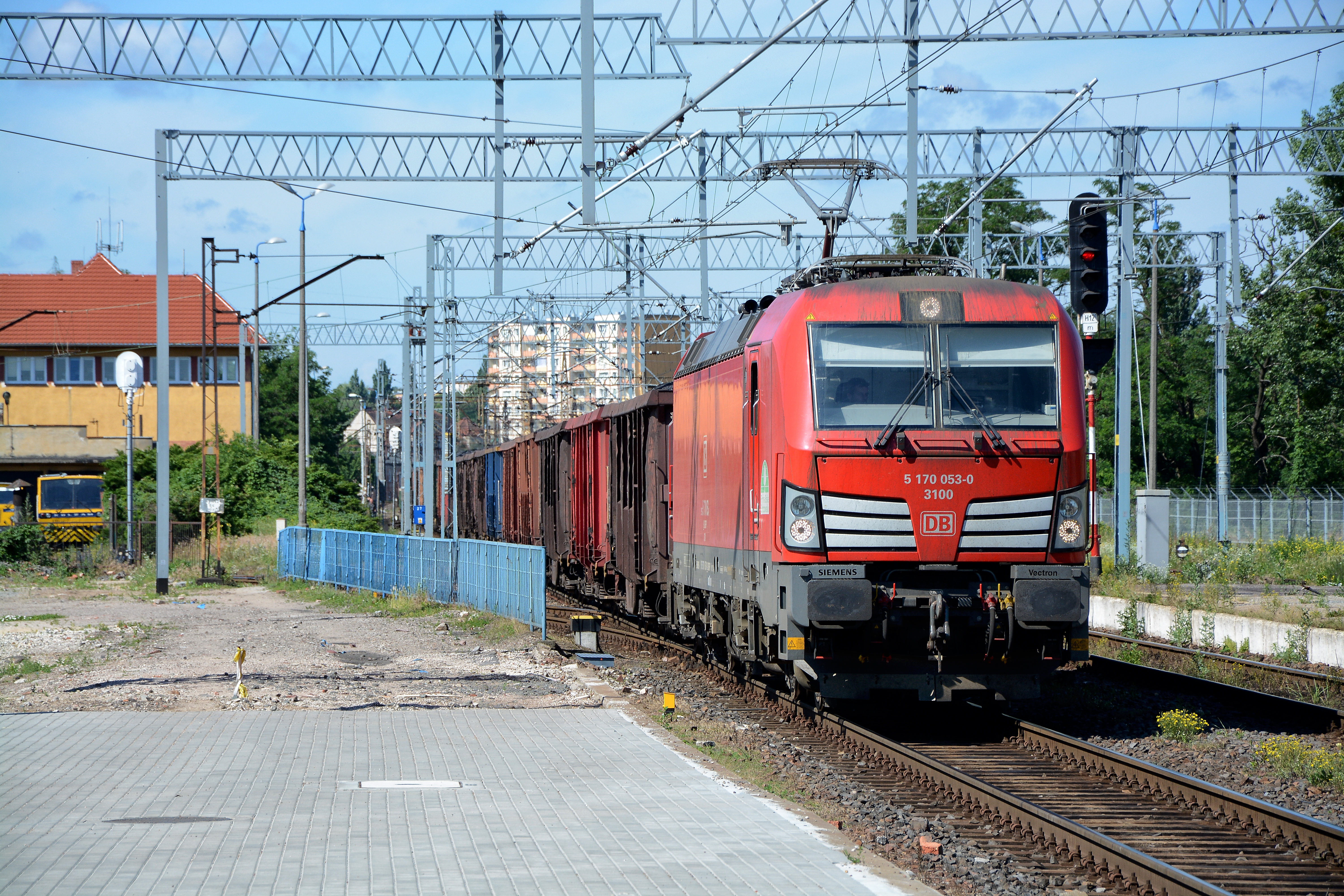
Vectron der DB Cargo Polska in Bydgoszcz Główna (2016)

Innerhalb des DB-Konzerns werden DB Cargo im Wesentlichen folgende Tochter- beziehungsweise Schwestergesellschaften zugeordnet, die unmittelbar im Schienengüterverkehr aktiv sind:
- DB Cargo Belgium, Antwerpen, Belgien[91]
- DB Cargo Bulgaria, Karlowo, Bulgarien
- DB Cargo Czechia, Ostrava, Tschechien[92]
- DB Cargo Scandinavia, Taastrup, Dänemark[93]
- DB Cargo Eurasia GmbH, Berlin, Deutschland (ehemals Trans-Eurasia Logistics)[94]
- DB Cargo Hungária, Győr, Ungarn[95]
- DB Cargo Italia, Novate Milanese, Italien (ehemals SFM Strade Ferrate del Mediterraneo)[96]
- DB Cargo Nederland, Utrecht, Niederlande (ehemals NS Cargo)[97]
- DB Cargo Polska, Zabrze, Polen (ehemals PCC Rail)[98]
- Deutsche Bahn Cargo Romania, Timisoara, Rumänien[99]
- DB Cargo Russija, Moskau, Russland
- DB Cargo Schweiz, Basel, Schweiz (ehemals BRS Brunner Railway Services)[100]
- DB Cargo UK, Doncaster, Vereinigtes Königreich[101]
- DB Cargo France, Paris, Frankreich[102][103]
- RBH Logistics (ehemals RAG Bahn und Hafen GmbH), Gladbeck
- Transfesa (Transportes Ferroviarios Especiales), Madrid, Spanien[104]

#### Dienstleistungsunternehmen
Dazu kommen weitere Unternehmen, die besondere Aufgaben etwa im Vertrieb, dem Transport von Gefahrgut sowie der Kombination von Verkehrsströmen übernehmen:
- DB Cargo BTT
- DB Cargo Logistics
- DB Intermodal Services
- TFG Transfracht
- Transa Spedition

## Leistungen

### Leistungskatalog
Der Leistungskatalog von DB Cargo umfasst verschiedenste Basis-, Zusatz- und Sonderleistungen. Zu den Kernprodukten zählen insbesondere Ganzzug- und der Einzelwagenverkehr, die Kombination von Schiene und Straße sowie CO2-freie Transporte, etwa für Audi. Letztere spielen eine immer größere Rolle, da die Schiene im Vergleich zu anderen Verkehrsträgern aktuell den niedrigsten CO2-Ausstoß verzeichnet und zugleich in den letzten Jahren (1995–2015) die größten Einsparungen vorzuweisen hatte.
Darüber hinaus bietet das Unternehmen diverse Branchenlösungen unter anderem für die chemische Industrie sowie den Holz- und Baustoffhandel. Auch auf internationaler Ebene ist DB Cargo aktiv. Dies betrifft insbesondere den Verkehr zwischen Europa und Asien, wo das Unternehmen über ein großes Netzwerk verfügt. Das Leistungsspektrum umfasst auch verwandte Dienstleistungen wie die Vermietung und den Verkauf von Lokomotiven und Waggons.

### Kennzahlen
Im Geschäftsjahr 2018 beförderte DB Cargo mit 2.686 Triebfahrzeugen und 82.895 Güterwagen mehr als 255 Millionen Tonnen Güter. Hierbei wird geleastes oder gemietetes Material mitgerechnet. Das Unternehmen bediente rund 4.200 Gleisanschlüsse von Kunden in Deutschland, Dänemark, Italien, den Niederlanden und der Schweiz. Das in Deutschland befahrene Streckennetz war 33.000 Kilometer lang, auf denen DB Cargo nach Berechnungen des Bundesamtes für Güterverkehr eine Pünktlichkeit von durchschnittlich 72,9 % erreichte.
2020 verkehrten auf der Strecke zwischen China und Europa 12.000 Züge von DB Cargo mit insgesamt 200.000 Containern – 3000 Züge mehr als im Jahr 2019.

## Kritik
Das Unternehmen erwirtschaftet Verluste. Kritiker werfen der Deutschen Bahn vor, die erforderliche Instandhaltung und Modernisierung der Infrastruktur von DB Cargo vernachlässigt zu haben. Dies sei etwa am vergleichsweise hohen Durchschnittsalter von Lokomotiven und Wagen zu erkennen. Auf Kritik des Bundesrechnungshofs an fehlenden Investitionen reagierte das Bundesministerium für Verkehr im Jahr 2019 mit dem Argument, DB Cargo und andere Sparten hätten ihr Potenzial derzeit nicht voll ausgeschöpft.
Die Europäische Kommission bemängelt den Ausgleich anhaltender Verluste von DB Cargo durch den DB-Konzern und leitete 2022 ein Verfahren wegen Wettbewerbsverzerrung ein. DB Cargo will infolgedessen Geschäftsteile auslagern. Laut Medienberichten vom August 2024 soll der bisherige Verlustausgleich beendet werden. Eine Entscheidung in dem noch laufenden Vertragsverletzungsverfahren der EU wird für Oktober 2024 erwartet. Laut Angaben des Bundesministeriums für Digitales und Verkehr sei auch deshalb ein „umfassendes Transformationsprogramm“ aufgesetzt worden, das auch mit Blick auf das laufende Beihilfeverfahren nun „konsequent“ umgesetzt werden solle.
Der Einzelwagenverkehr wird mit rund 300 Millionen Euro öffentlichen Mitteln pro Jahr bezuschusst. Ein Gutachten empfahl 2019, das Geschäft zu subventionieren oder zu schrumpfen, um im Wettbewerb mit Lkw-Transporten bestehen zu können.